# Heliophanus orchestioides
Heliophanus orchestioides är en spindelart som beskrevs av Roger de Lessert 1925. Heliophanus orchestioides ingår i släktet Heliophanus och familjen hoppspindlar. Inga underarter finns listade i Catalogue of Life.